# Roger Williams (politiker)
Roger Hugh Williams är en brittisk politiker inom Liberaldemokraterna. Han var ledamot av Brittiska underhuset från 2001 till 2015 och representerade valkretsen Brecon and Radnorshire som ligger i Wales. 